# Lethrus sieversi
Lethrus sieversi är en skalbaggsart som beskrevs av Koshantschikov 1894. Lethrus sieversi ingår i släktet Lethrus och familjen tordyvlar. Inga underarter finns listade i Catalogue of Life.